# Mesogonia lobata
Mesogonia lobata är en insektsart som beskrevs av Young 1977. Mesogonia lobata ingår i släktet Mesogonia och familjen dvärgstritar. Inga underarter finns listade i Catalogue of Life.